# NGC 2633
NGC 2633 este o interacțiune de galaxii situată în constelația Girafa. A fost descoperită în 1882 de către Ernst Wilhelm Tempel. Se află la o distanță de 27,42 de megaparseci de Pământ.